# 長崎鉄道事業部
長崎鉄道事業部（ながさきてつどうじぎょうぶ）とは、長崎県長崎市の長崎駅構内にあった九州旅客鉄道（JR九州）の事業部の一つであり、長崎支社の管轄であった。
佐世保鉄道事業部の統合以来、長崎支社管内全区間が管轄対象となったこともあり、2022年4月の組織改正で支社本体に機能を統合する形で廃止された。本稿では事業部廃止以降の長崎支社の現業機関についても含めて記載する。

## 歴史
- 1999年（平成11年）6月1日 - 長崎運転所が改組され、長崎鉄道事業部発足[1]。
- 2005年（平成17年）3月1日 - 寝台特急「さくら」廃止、特急形車両の配置運用がなくなる。
- 2011年（平成23年）4月1日 - 検修部門を長崎車両センターに分離。
- 2013年（平成25年） - 組織改正により、佐世保鉄道事業部を統合。
- 2014年（平成26年）
  - 3月13日  - 九州新幹線 (西九州ルート)開業に伴う高架事業により、長崎車両センターを早岐駅構内に移転し、佐世保車両センターとして運用開始。
  - 3月15日 - 組織改正により、長崎運輸センターと長崎車掌センターを統合の上、長崎乗務センターと改める。
- 2022年（令和4年）
  - 4月1日 - 組織改正により長崎鉄道事業部廃止、支社本体に機能を統合。
  - 6月20日 - 組織改正により長崎乗務センターに新幹線乗務員部門を新設し、長崎総合乗務センターに改編予定[2]。同時に佐世保運輸センターを併合し、廃止。
  - 9月22日 - ダイヤ改正に伴い、在来線での車掌業務を廃止。

## 車両基地

### 長崎車両センター
長崎鉄道事業部長崎車両センター（ながさきてつどうじぎょうぶながさきしゃりょうセンター）は、かつて長崎県長崎市に存在した九州旅客鉄道（JR九州）長崎支社長崎鉄道事業部管轄の車両基地である。長崎駅に隣接している。
2014年（平成26年）3月15日に九州新幹線西九州ルート（西九州新幹線）開業に伴う高架事業により、車両基地を佐世保車両センターに移転した が、車両の留置や洗浄などは当分の間当センターでも実施される。

#### 所在地
長崎県長崎市尾上町1-89
- 最寄駅は長崎駅

#### 所属車両の車体に記される略号
「崎サキ」：長崎支社を意味する「崎」と、長崎の電報略号「サキ」から構成される。かつての鉄道省時代は門司鉄道局、国鉄時代は門司鉄道管理局の管轄であったことから門司の「門」をとり「門サキ」と標記されていた。

#### 過去の所属車両
- 817系電車（VN編成）
  - 佐世保車両センターへ移管
- キハ66系気動車
  - 佐世保車両センターへ移管
- キハ200系気動車
  - 佐世保車両センターへ移管
- キハ47形気動車
  - 2002年（平成14年）までに他地区へ転属
- キハ31形気動車
  - 1994年（平成6年）までに他地区へ転属
- キハ58系+キハ65形気動車
  - 他地区に転属または廃車
- キハ183系気動車
  - 1000番台4両編成1本が所属していた。
  - 特急「シーボルト」として、佐世保 - 長崎間を走っていた。「シーボルト」廃止後は一旦保留車となった後、大分車両センターに転属。2011年（平成23年）1月まで「ゆふDX」として久大本線で運用された後に熊本車両センターへ転属、同年6月からは豊肥本線の熊本 - 宮地間の特急「あそぼーい!」として運行されている。
- 14系客車
  - 1994年12月3日に熊本から転属配置され、寝台特急「さくら」として、長崎・佐世保 - 東京（佐世保発着便は1999年〈平成11年〉12月4日に廃止）間を、また「さくら」佐世保発着便廃止後は「富士」と共通運用され長崎 - 東京・大分 - 東京間をそれぞれ走っていた。2005年（平成17年）3月1日の「さくら」廃止後は再び熊本に転属。

### 佐世保車両センター
佐世保車両センター（させぼしゃりょうセンター）は、長崎県佐世保市にある九州旅客鉄道（JR九州）長崎支社管轄の車両基地であり、元々は同支社長崎鉄道事業部の管轄であった。早岐駅に隣接している。
前述のとおり、2014年3月15日に長崎車両センターから基地機能が移管された（配置車両の車体に記される略号も変更されず、旧・長崎車両センターの表記のまま使用している）。

#### 所在地
長崎県佐世保市早岐1丁目
- 最寄駅は早岐駅

#### 所属車両
以下は、2024年4月1日現在の所属車両である。なお、当センターの配置車両は全車がワンマン運転に対応している。
- 817系電車（VN編成）
  - 0番台の2両編成 (VN020, 022, 024, 026, 028, 030, 031) 7本の計14両が配置されている[5]。2005年3月に南福岡電車区（現・南福岡車両区）から全車が転属した。
  - 運用区間は長崎本線（鳥栖 - 肥前浜間）、佐世保線（全区間）、鹿児島本線（博多 - 大牟田間）である。
  - 以前は大村線（早岐 - ハウステンボス間）の定期運用も存在した。2022年9月23日、長崎本線の肥前浜 - 市布 - 長崎間の運用から撤退した。
  - なお、VN028編成は鹿児島地区の817系車両不足時の助っ人としての運用実績がある。

- キロシ47形気動車
  - 「或る列車」の専用車で、四国旅客鉄道（JR四国）から譲渡された一般形を改造したキロシ47形2両 (3505, 9176) が所属している[6]。
  - JR九州旅行が団体専用列車として、主に長崎地区（長崎 - 佐世保間）・大分地区（大分 - 日田間）でスイーツ列車を運行している（ほかに大手の旅行会社が車両を貸し切り、他路線で運行することもある）。
  - 2017年3月3日付で大分車両センターから転属した。
  - 長崎地区では久しぶりのキハ40系列の配置車である（2002年までキハ47形が在籍）。

- キハ47形気動車
  - 3500番台が2両 (3509, 3510)、4500番台が2両 (4509, 4510)、8000番台の4両 (8076, 8129, 8135, 8158)、9000番台の2両 (9031, 9041) 、ふたつ星4047用の1両（4047）の計11両が所属している[6]。
  - 4047を除く10両は、2022年9月23日付で転入[7]。佐世保線の江北 - 早岐と長崎本線の江北 - 長崎で運用を開始した。長崎本線の肥前浜 - 小長井はこの車両のみが定期運用されている。
  - 4047は8092が2022年9月16日付で改造され、同日付で転入した[7]。

- キハ147形気動車・キシ140形気動車
  - ふたつ星4047用のキハ147形1両（4047）とキシ140形1両（4047）の計2両が所属している[6]。
  - キハ147-4047はキハ147-1045が、キシ140-4047はキハ140-2125が、それぞれ2022年9月16日付で改造され、同日付で転入した[7]。

- キハ66系気動車

  - キハ66 1+キハ67 1の0番台2両編成1本計2両が所属している[6]。いずれも保留車となっている[6]。
  - 2020年3月1日時点では、キハ66・67形各0番台の2両編成 (1 - 3, 5 - 9, 11 - 15) 13本と、100番台の2両編成 (110) 1本の計28両が所属していた[8]。
  - 佐世保線（佐世保 - 早岐間）・大村線・長崎本線（諫早 - 長崎間）で快速「シーサイドライナー」や普通列車として運用されていた。以前[いつ?]は肥前大浦発長崎行き、長崎発小長井駅までの定期運用も存在した。また有田陶器市開催時は上有田駅まで乗り入れた。
  - 2001年（平成13年）10月に直方気動車区（現・直方運輸センター）から全車が転属した。
  - 100番台の2両は台車交換により、もとの番号からプラス100が付与されたものである。
  - 2015年（平成27年）春にキハ66 4+キハ67 4が運用離脱し、2016年（平成28年）2月に廃車された。
  - 2020年3月のダイヤ改正でYC1系が投入されたことに伴い、キハ66・67形各0番台の2両編成9・13 - 15が運用離脱し、8月には5・11が運用離脱。これらの6本12両は、2020年6月から2021年1月にかけて廃車された[9]。
  - 2021年6月30日をもって運用終了。その後、川尻電留場と八代へ疎開回送された。2023年1月から4月にかけてキハ66・67形各0番台の2・6 - 8・12の5本10両が廃車され[7][10]、2024年1月にキハ66 3+キハ67 3とキハ66 110+キハ67 110の2本4両が廃車された[10]。

- YC1系気動車
  - 0番台・1000番台の2両編成1本、100番台・1100番台の2両編成2本、200番台・1200番台の2両編成21本、増結用1100番台4両の計52両が所属している[6]。
  - 2020年3月のダイヤ改正で投入。佐世保線（早岐 - 佐世保間）・大村線・長崎本線（諫早 - 長崎間）で運用を開始し、キハ66系・キハ200系を順次置き換えた。
  - 2022年9月23日からは、佐世保線の江北 - 早岐間[11]、長崎本線の小長井 - 諫早間[12]でも運用を開始した。

#### かつての所属車両
- キハ200系気動車
  - 2020年4月1日時点では、キハ200形0番台・1000番台の2両編成2本、キハ200形550番台・1550番台の2両編成2本、キハ220形4両（1100番台1両、200番台3両）、計12両が所属していた[8]。2021年3月11日をもって長崎地区での運用が終了し、2021年3月12日付及び同月13日付で、全車が大分車両センター・熊本車両センター・鹿児島車両センターに転属[13]。

## 乗務員区所

### 長崎総合乗務センター
長崎総合乗務センター（ながさきそうごうじょうむセンター）は、長崎県長崎市の長崎本線長崎駅付近にある、九州旅客鉄道（JR九州）長崎支社管轄の運転士・車掌の乗務員基地であり、元々は同支社長崎鉄道事業部の管轄であった。
2022年6月20日に新幹線乗務員部門を新設し、長崎乗務センター・佐世保運輸センターを統合して発足した。
2022年9月22日に在来線での車掌業務が廃止された。

#### 新幹線運転士・車掌乗務範囲
- 西九州新幹線（全線）

#### 在来線運転士乗務範囲
- 鹿児島本線（博多 - 鳥栖間、優等列車に限る）
- 長崎本線（全線、鳥栖- 神崎間は優等列車に限る）
- 佐世保線（全線）
- 大村線（全線）

### 佐世保運輸センター（廃止）
佐世保運輸センター（させぼうんゆセンター）は、長崎県佐世保市の早岐駅構内にある、九州旅客鉄道（JR九州）長崎支社管轄の乗務員基地であり、元々は同支社長崎鉄道事業部の管轄であった。長崎総合乗務センターに編入される形で廃止。

#### 乗務範囲
- 鹿児島本線（博多 - 鳥栖間、優等列車に限る）
- 長崎本線（鳥栖 - 肥前山口間、諫早 - 長崎間）
- 佐世保線（全線）
- 大村線（全線）

## 設備管理区所（保線・信号・電力設備）
- 長崎工務センター
- 諫早工務センター
- 佐世保工務センター